# فرودگاه پوهانگ
 فرودگاه پوهانگ (به انگلیسی: Pohang Airport) (به زبان بومی: 포항공항) یک فرودگاه نظامی با کد یاتا KPO است . این فرودگاه در شهر پوهانگ کشور کره جنوبی قرار دارد و در ارتفاع ۲۱ متری از سطح دریا واقع شده است.